# 岩城汽船
岩城汽船（いわぎきせん）は、愛媛県越智郡上島町に本社を置く海運会社。主に不定期航路（貸切船）事業、旅行手配サービス業を行っている。2022年（令和4年）3月19日までは定期航路を運航していた。

## 沿革
- 1947年（昭和22年）4月 - 岩城島 - 土生港間で定期航路を開設。
- 1972年（昭和47年）4月 - 岩城汽船株式会社を設立。
- 1973年（昭和48年）8月 - 尾道駅前桟橋 - 因島間で特定旅客定期航路開設。
- 1975年（昭和50年）9月 - 生口島 - 佐木島間で特定旅客定期航路開設。
- 1984年（昭和59年）6月 - 尾道 - 因島間で定期航路廃止。
- 1987年（昭和62年）3月 - 生口島 - 佐木島間で定期航路廃止。
- 2022年（令和4年）3月20日 - 岩城橋開通に伴い、岩城 - 長江 - 土生の定期航路廃止、定期航路事業から撤退。

## 航路
- 岩城港（岩城島） - 長江港（岩城島） - 土生港（因島）

1947年（昭和22年）運航開始、2022年（令和4年）3月20日廃止。
- 尾道 - 公営渡船兼吉桟橋（向島） - 尾道駅前桟橋 - 向島道越物揚場 - 重井長串物揚場（因島） - 土生（因島）[3]

1973年運航開始、1984年廃止。特定旅客航路。
新造船が縮小（のちに廃止）された日立造船向島工場の工員を日立造船因島工場に輸送する航路。
1983年に因島大橋開通が開通し翌年に廃止に、役割は尾道市営バスの小浦渡経由因島線に受け継がれる。
小浦渡は日立造船向島工場正門前のバス停であり、安郷（日立造船因島工場正門前）発着便として2014年（平成26年）8月末まで運行された。
- 瀬戸田（生口島） - 向田（佐木島）[3]

1975年運航開始、1987年廃止。内海造船の特定旅客航路。

## 船舶

### 就航中の船舶

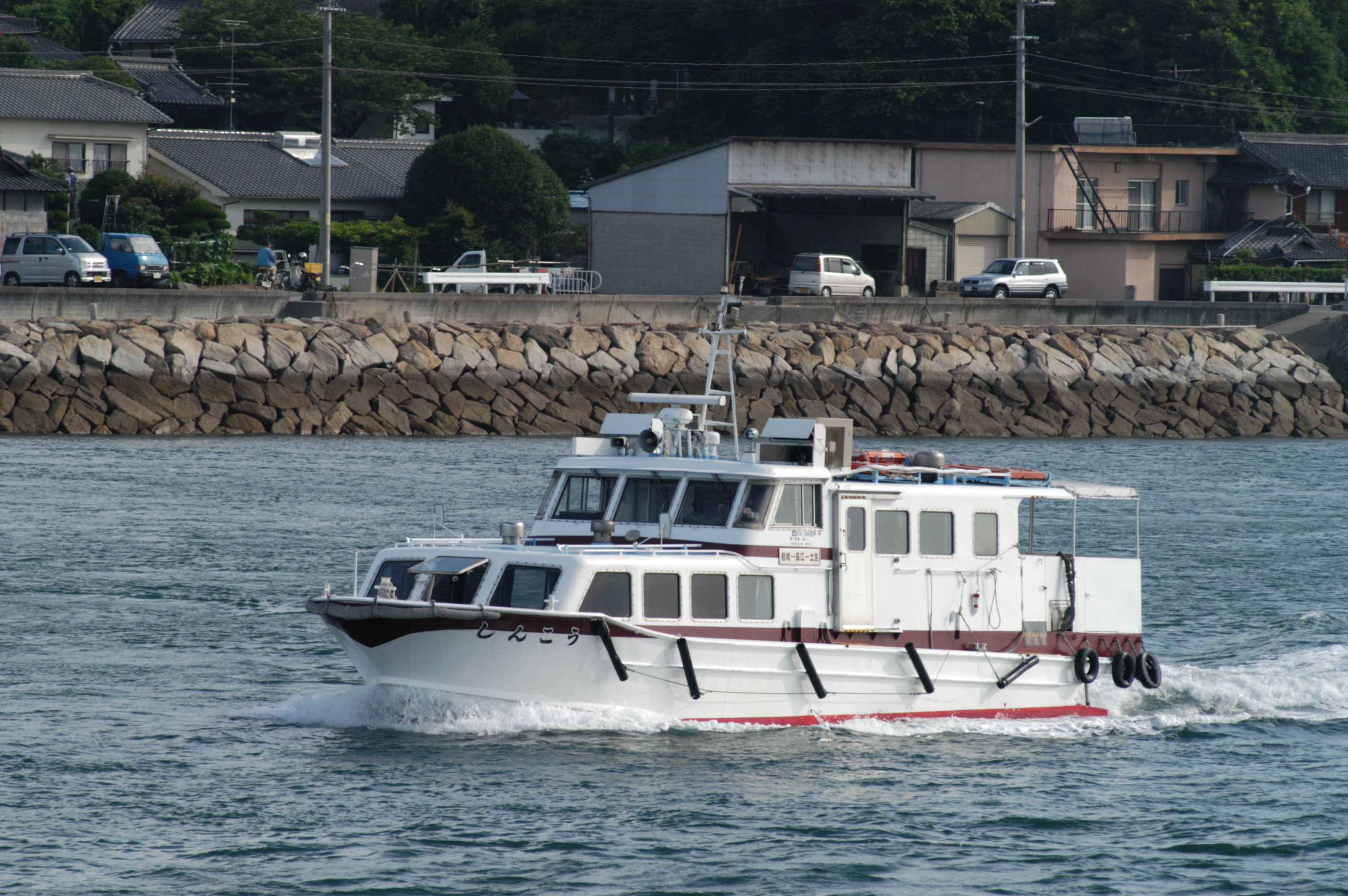
しんこう

- 第十親交丸（フェリー）[4]

1996年（平成8年）6月竣工、田熊造船建造。
179総トン、全長31.65m、型幅8.70m、型深さ2.79m、ディーゼル1基、機関出力640ps、航海速力10.0ノット、旅客定員250名、10tトラック4台。
- しんこう（旅客船）[5]

1983年（昭和58年）進水、同年6月10日就航、木曽造船建造。
18総トン、全長15.34m、全幅3.98m、ディーゼル2基、機関出力880ps、航海速力22.0ノット、旅客定員90名。
定期航路に最後まで就航した快速船。
- しんこう3（旅客船）[7]

1987年進水。
19総トン、全長15.00m、全幅4.48m、ディーゼル2基、機関出力760ps、航海速力20.0ノット、旅客定員90名。
- しんこう5（旅客船）[8]

1987年進水。
18総トン、全長15.40m、全幅4.20m、ディーゼル2基、機関出力720ps、航海速力20.0ノット、旅客定員80名。

### 過去の船舶
- 親交丸（旅客船）[9]

1958年12月進水、木造。
58.09総トン、ディーゼル、機関出力90ps、航海速力10.0ノット、旅客定員180名。
- 第七親交丸（フェリー）[3]

1965年8月進水。
68.28総トン、ディーゼル、機関出力150ps、航海速力9ノット、旅客定員160名。
- 第五親交丸（フェリー）[10]

1972年8月竣工、田熊造船建造、引退後千鳥観光汽船に売船、「第二十一千鳥丸」に改造。
171.17総トン、全長31.00m、型幅7.00m、型深さ2.69m、ディーゼル1基、機関出力480ps、航海速力10.5ノット、旅客定員350名、4tトラック2台、乗用車2台。
- 第八親交丸（フェリー）[10]

1968年7月竣工、1977年12月28日就航（買船）、備南船舶工業建造、元因島汽船所有の「第七はぶ丸」。
153.01総トン、全長33.00m、型幅7.00m、型深さ2.70m、ディーゼル1基、機関出力450ps、航海速力10ノット、旅客定員219名、乗用車15台。
- しんこう2（旅客船）